# Sargon III
Sargon III est un programme d'échecs développé par Dan et Kathe Spracklen et publié par Hayden Software en novembre 1983 sur Apple II,. Il est ensuite porté sur Atari 8-bit, Amiga, Atari ST, Commodore 64, IBM PC et Macintosh. Il s’agit du troisième volet de la série Sargon, après Sargon et Sargon II, qui domine le marché des programmes d'échecs sur micro-ordinateur au début des années 1980.
Sa sortie s’inscrit dans un contexte de forte concurrence avec notamment Chess 7.0 de Larry Atkin qui commence alors à grignoter les parts de marché de Sargon II, sorti trois ans plus tôt,. Dan et Kathe Spracklen développent donc Sargon III avec l’idée de corriger les défauts de son prédécesseur, notamment en matière de vitesse d’exécution et de difficulté, et d’y ajouter de nouvelles fonctionnalités. En plus de ces corrections et de ces nouvelles options, le jeu inclut également une bibliothèque de parties d’échecs jouées par des professionnels qui peuvent être rejouées et analysées.
Dès sa sortie en novembre 1983, les ventes du jeu s’envolent. Il devient ainsi le premier logiciel d’échecs à se hisser dans le peloton de tête des meilleures ventes de programmes sur ordinateurs, malgré des problèmes de disponibilité.